# Norddeutsche Realisten
Norddeutsche Realisten ist der Name einer losen Malervereinigung, die sich im Rahmen jährlich stattfindender Plein-Air-Symposien formiert hat. Der sich dabei jedes Mal aufs Neue konstituierende Künstlerkreis dient dazu, im Freien nach der Natur zu arbeiten. Dieses Treffen fand 1989 erstmals statt, vom Maler Nikolaus Störtenbecker initiiert.

## Geschichte
Die Malervereinigung Norddeutsche Realisten besteht seit 1995. Sie hat es sich zur Aufgabe gemacht, die Landschaft Schleswig-Holsteins, insbesondere Impressionen der Insel Helgoland und der Städte Kiel, Lübeck, Schleswig und Rendsburg, malerisch einzufangen. Schiffe und Hafenszenen gehören zu den häufig dargestellten Sujets, Natureindrücke und Stadtansichten ebenso wie Porträts vervollständigen das Spektrum. Das künstlerische Erbe der Malervereinigung liegt im Realismus und Pleinairismus des 19. Jahrhunderts und ist mit Namen wie Gustave Courbet oder der Schule von Barbizon verknüpft. Hervorstechendes Charakteristikum der Norddeutsche Realisten ist ihre an diesen realistischen Tendenzen geschulte figurative Bildauffassung. Ihre Gemälde sind durch einen schwungvollen malerischen, bisweilen expressiven Gestus und einen pastosen Farbauftrag ausgezeichnet, die sowohl Landschaften als auch Figuren abbilden.

## Auszeichnungen
- 2013: Kunstpreis der Schleswig-Holsteinischen Wirtschaft[3]

## Teilnehmer an Symposien
| - Friedel Anderson - Michael Arp - Hans-Joachim Billib - Margreet Boonstra - Brigitta Borchert - Tobias Duwe - Erhard Göttlicher - Frauke Gloyer - Christian Höpfner | - André Krigar - Christopher Lehmpfuhl - Lars Möller - Matvey Slavin - Nikolaus Störtenbecker - Frank Suplie - Christoph Thiele - Till Warwas |